# مؤامرة راي هوس

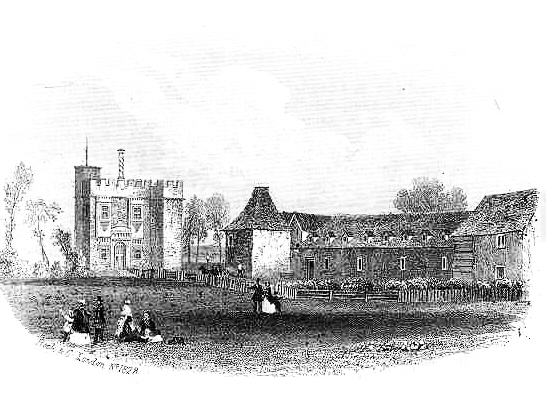

مؤامرة راي هاوس (بالإنجليزية: Rye House Plot)‏ في عام 1683 هي خطة لاغتيال الملك تشارلز الثاني ملك إنجلترا وشقيقه وريث العرش جيمس دوق يورك. يختلف المؤرخون في تقييمهم لتفاصيل المؤامرة.